# Liste der Kulturdenkmäler in Seifen (Westerwald)
In der Liste der Kulturdenkmäler in Seifen sind alle Kulturdenkmäler der rheinland-pfälzischen Ortsgemeinde Seifen aufgelistet. Grundlage ist die Denkmalliste des Landes Rheinland-Pfalz (Stand: 4. Mai 2023).

## Einzeldenkmäler
| Bezeichnung              | Lage                                  | Baujahr                    | Beschreibung                                                        | Bild            |
| ------------------------ | ------------------------------------- | -------------------------- | ------------------------------------------------------------------- | --------------- |
| Hofanlage                | Hauptstraße 10 Lage                   | Mitte des 19. Jahrhunderts | Streckhof; Fachwerkhaus, Mitte des 19. Jahrhunderts                 | Fotos hochladen |
| Quereinhaus              | In der Hohl 1 Lage                    | um 1700                    | Fachwerk-Quereinhaus, teilweise massiv, um 1700                     | Fotos hochladen |
| Bahnhof Seifen (Westerw) | südlich des Ortes (Am Bahnhof 1) Lage | um 1900                    | ehemaliger Bahnhof; stattliches Empfangsgebäude, Backstein, um 1900 | Fotos hochladen |